# 루사카 국제공항
루사카 국제공항(영어: Lusaka International Airport)은 잠비아 루사카에 있는 국제공항으로 다른 명칭으로 케네스 카우타 국제공항(영어: Kenneth KaundaInternational Airport)으로 불리기도 한다.

## 운항 노선
| 항공사          | 목적지                           |
| --------------- | -------------------------------- |
| 에어 보츠와나   | 가보로네, 케세니                 |
| 에어 말라위     | 블랜타이어, 릴롱궤               |
| 에어 나미비아   | 빈트후크                         |
| 에어링크        | 요하네스버그                     |
| 영국항공        | 런던(히드로)                     |
| 에미레이트 항공 | 두바이                           |
| 에티오피아 항공 | 아디스아바바                     |
| 케냐 항공       | 나이로비                         |
| KLM             | 암스테르담                       |
| PCS 항공        | 치파타, 리빙스톤, 무프위, 은돌라 |
| 남아프리카 항공 | 요하네스버그                     |
| TAAG앙골라항공  | 루안다                           |

## 연계 교통

### 도로 교통
- 자동차
- 택시
- 버스